# もめん随筆
もめん随筆（もめんずいひつ）は、日本の随筆家、森田たまが1936年（昭和11年）に発表した随筆集の名称である。

## 概要
『もめん随筆』は日本の女性随筆家の嚆矢とされる森田のデビュー作であり、46篇の随筆と10篇の詩で構成されている。収録作品は、夫である森田七郎とともに大阪に滞在していた時期と、随筆家として脚光を浴びるようになり、東京に移り住んだ時期とにまたがって執筆され、何気ない日常生活から交遊関係、食べ物など多彩なテーマを取り上げている。また、題名からも窺えるように、着物に関する記述が多いのも特徴として挙げられ、装訂も森田自身が手がけており、自身が好きな着物の柄をモチーフにデザインしている。
『もめん随筆』は1936年（昭和11年）に上梓されたのちは、新潮文庫版などいくつかは出されていたこともあったものの、長く入手が困難な状態が続いていた（新潮文庫版は オンデマンド版で入手可能)。しかし、2008年（平成20年）に、初版から実に71年振りに中公文庫として復刊された。本文の旧字が新字に改められたほかは原書と異同はなく、かなづかいも歴史的仮名遣によっている。

## 収録作品タイトル
タイトルは原文のまま、単行本収録順に記した。
- 1.東京の女・大阪の女
- 2.夙川雑筆
- 3.借家の庭
- 4.大阪言葉小片
- 5.男の魅力・女の魅力
- 6.あぶら蝋燭
- 7.あひ状
- 8.芥川さんのこと
- 9.七月廿四日
- 10.東京の涼
- 11.人妻
- 12.秋の匂ひ
- 13.冬を迎へるこころ
- 14.芝居の雪
- 15.ポオの遺産
- 16.旧暦
- 17.我儘散題
- 18.花の色
- 19.もろきう

- 20.あやめ草
- 21.桃花扇
- 22.猫を飼ふ
- 23.面影
- 24.家庭日記
- 25.萩の楊枝
- 26.奈若
- 27.夏の話
- 28.故郷をさがす
- 29.絹もすりん
- 30.屋島の狸
- 31.女の紋章
- 32.大阪の雨
- 33.ねずみの年
- 34.柳は風の吹くままに
- 35.木の芽
- 36.よまき
- 37.露
- 38.横顔

- 39.十三夜
- 40.木綿のきもの
- 41.伊勢の春
- 42.楊柳詩抄
  - 夏虫
  - 昔をいまに
  - 一本の草
  - 晩春恋慕
  - 雨
  - 孔雀の羽
  - 女ごころ
  - ひとり寝
  - 楊柳歌
  - おなじく秋となりて
- 43.着物・好色
- 44.ブロンズの脚
- 45.姉と妹の縺れを評して
- 46.愛情について
- 47.ふるさとの若き女性へ

## 出版記録
- 1936年　中央公論社　（単行本）
- 2008年　中央公論新社　ISBN 9784122049789　（文庫）